# Campionato europeo maschile under 19 di calcio 2022
Il campionato europeo di calcio Under-19 2022 è stata la 68ª edizione del torneo organizzato dalla UEFA. Il torneo, a cui hanno partecipato solo i giocatori nati dopo il 1º gennaio 2003, si è svolto in Slovacchia dal 18 giugno al 1º luglio 2022 e si è concluso con la vittoria dell'Inghilterra su Israele per 3-1 ai tempi supplementari. La nazionale inglese si è così aggiudicata il torneo per l'undicesima volta nella sua storia, mentre Israele, alla sua seconda partecipazione, ha ottenuto il suo miglior risultato in assoluto nella competizione. Inoltre, entrambe le rappresentative hanno ottenuto la qualificazione al mondiale Under-20 del 2023 in Argentina, così come l'Italia e la Francia, semifinaliste, e la Slovacchia, vincitrice dello spareggio per il 5º posto.
La competizione si è svolta a tre anni dall'edizione precedente, in quanto i tornei previsti per il 2020 e il 2021 erano stati entrambi cancellati a causa degli effetti della pandemia di COVID-19.

## Città e stadi
| Trnava                          | Dunajská Streda                                              | Banská Bystrica                                              |
| ------------------------------- | ------------------------------------------------------------ | ------------------------------------------------------------ |
| Stadio Anton Malatinský         | MOL Aréna                                                    | Štiavničky - Štadión SNP                                     |
| Capacità: 19 200                | Capacità: 12 700                                             | Capacità: 7 900                                              |
|                                 |                                                              |                                                              |
| Žiar nad Hronom                 | Trnava Senec Banská Bystrica Žiar nad Hronom Dunajská Streda | Trnava Senec Banská Bystrica Žiar nad Hronom Dunajská Streda |
| Mestský štadión Žiar nad Hronom | Trnava Senec Banská Bystrica Žiar nad Hronom Dunajská Streda | Trnava Senec Banská Bystrica Žiar nad Hronom Dunajská Streda |
| Capacità: 2 309                 | Trnava Senec Banská Bystrica Žiar nad Hronom Dunajská Streda | Trnava Senec Banská Bystrica Žiar nad Hronom Dunajská Streda |
|                                 | Trnava Senec Banská Bystrica Žiar nad Hronom Dunajská Streda | Trnava Senec Banská Bystrica Žiar nad Hronom Dunajská Streda |
| Senec                           | Trnava Senec Banská Bystrica Žiar nad Hronom Dunajská Streda | Trnava Senec Banská Bystrica Žiar nad Hronom Dunajská Streda |
| Stadio NTC                      | Trnava Senec Banská Bystrica Žiar nad Hronom Dunajská Streda | Trnava Senec Banská Bystrica Žiar nad Hronom Dunajská Streda |
| Capacità: 3 264                 | Trnava Senec Banská Bystrica Žiar nad Hronom Dunajská Streda | Trnava Senec Banská Bystrica Žiar nad Hronom Dunajská Streda |

## Fase a gironi

### Regolamento
Le prime due squadre di ogni girone si qualificano alle semifinali del torneo.
Se due o più squadre dello stesso girone sono a pari punti al termine della fase a gironi, per determinare la classifica si applicano i seguenti criteri nell'ordine indicato:
- maggior numero di punti nelle partite disputate fra le squadre in questione (scontri diretti);
- miglior differenza reti nelle partite disputate fra le squadre in questione;
- maggior numero di gol segnati nelle partite disputate fra le squadre in questione.

Se alcune squadre sono ancora a pari merito dopo aver applicato questi criteri, essi vengono riapplicati esclusivamente alle partite fra le squadre in questione per determinare la classifica finale.
Se la suddetta procedura non porta a un esito, si applicano i seguenti criteri:
- miglior differenza reti in tutte le partite del girone;
- maggior numero di gol segnati in tutte le partite del girone;
- migliore condotta fair play al torneo, calcolata partendo da 10 punti per squadra, che vengono decurtati in questo modo:
  1. ogni ammonizione: un punto;
  2. ogni doppia ammonizione o espulsione: tre punti;
  3. ogni espulsione diretta dopo un'ammonizione: quattro punti;
- sorteggio.

Se due squadre che hanno lo stesso numero di punti e lo stesso numero di gol segnati e subiti si sfidano nell'ultima partita del girone e sono ancora a pari punti al termine della giornata, la classifica finale viene determinata tramite i tiri di rigore, purché nessun'altra squadra del girone abbia gli stessi punti al termine della fase a gironi.

### Girone A

#### Classifica
| Pos. | Squadra    | Pt | G | V | N | P | GF | GS | DR |
| ---- | ---------- | -- | - | - | - | - | -- | -- | -- |
| 1.   | Francia    | 9  | 3 | 3 | 0 | 0 | 11 | 2  | +9 |
| 2.   | Italia     | 6  | 3 | 2 | 0 | 1 | 4  | 5  | -1 |
| 3.   | Slovacchia | 3  | 3 | 1 | 0 | 2 | 1  | 6  | -5 |
| 4.   | Romania    | 0  | 3 | 0 | 0 | 3 | 2  | 5  | -3 |

#### Risultati
| Arbitro: | Morten Krogh |

|  |           |                                                |
|  | Marcatori | 16’ Tchaouna 34’, 59’ Bonny 57’, 62’ Virginius |

| Arbitro: | Nathan Verboomen |

|                          |           |                |
| Baldanzi 47’ Volpato 68’ | Marcatori | 53’ Andronache |

| Arbitro: | Goga Kikacheishvili |

|  |           |               |
|  | Marcatori | 33’ Ambrosino |

| Arbitro: | Matthew De Gabriele |

|            |           |                          |
| Coubis 82’ | Marcatori | 12’ Tchaouna 20’ Adeline |

| Arbitro: | Manfredas Lukjančukas |

|  |           |              |
|  | Marcatori | 90+5’ Griger |

| Arbitro: | Antonio Nobre |

|                                            |           |             |
| Da Silva 24’ Tchaouna 37’, 69’ Arconte 79’ | Marcatori | 16’ Volpato |

### Girone B

#### Classifica
| Pos. | Squadra     | Pt | G | V | N | P | GF | GS | DR |
| ---- | ----------- | -- | - | - | - | - | -- | -- | -- |
| 1.   | Inghilterra | 9  | 3 | 3 | 0 | 0 | 7  | 0  | +7 |
| 2.   | Israele     | 4  | 3 | 1 | 1 | 1 | 6  | 5  | +1 |
| 3.   | Austria     | 3  | 3 | 1 | 0 | 2 | 5  | 8  | -3 |
| 4.   | Serbia      | 1  | 3 | 0 | 1 | 2 | 4  | 9  | -5 |

#### Risultati
| Arbitro: | Antonio Nobre |

|                          |           |                        |
| Lazetić 8’ Leković 90+3’ | Marcatori | 17’ Gloukh 74’ Ibrahim |

| Arbitro: | Manfredas Lukjancukas |

|                            |           |  |
| Chukwuemeka 43’ Devine 65’ | Marcatori |  |

| Arbitro: | Nathan Verboomen |

|                                                         |           |                     |
| Abed Kassus 5’ Lugassy 29’ Madmon 52’ (rig.) Gloukh 54’ | Marcatori | 24’ Jasic 76’ Demir |

| Arbitro: | Morten Krogh |

|                                                 |           |  |
| Scarlett 5’, 40’ Chukwuemeka 68’ Jebbison 90+1’ | Marcatori |  |

| Arbitro: | Goga Kikacheishvili |

|  |           |          |
|  | Marcatori | 6’ Delap |

| Arbitro: | Matthew De Gabriele |

|                               |           |                        |
| Querfeld 25’, 56’ Wallner 66’ | Marcatori | 44’ Lazetić 88’ Ratkov |

## Fase a eliminazione diretta

### Tabellone
|  | Semifinali | Semifinali  | Semifinali |                   |    | Finale  | Finale | Finale |  |
|  |            |             |            |                   |    |         |        |        |  |
|  | 1A         | Francia     | 1          |                   |    |         |        |        |  |
|  | 1A         | Francia     | 1          |                   |    |         |        |        |  |
|  | 2B         | Israele     | 2          |                   |    |         |        |        |  |
|  | 2B         | Israele     | 2          |                   | 2B | Israele | 1      |        |  |
|  |            |             |            |                   | 2B | Israele | 1      |        |  |
|  |            |             | 1B         | Inghilterra (dts) | 3  |         |        |        |  |
|  | 1B         | Inghilterra | 1B         | Inghilterra (dts) | 3  | 2       |        |        |  |
|  | 1B         | Inghilterra |            |                   |    |         |        |        |  |
|  | 2A         | Italia      | 1          |                   |    |         |        |        |  |

### Spareggio per l'accesso al Mondiale Under-20 2023
| Arbitro: | Nathan Verboomen |

|             |           |  |
| Kopásek 64’ | Marcatori |  |

### Semifinali
| Arbitro: | Goga Kikacheishvili |

|                       |           |                    |
| Scott 58’ Quansah 82’ | Marcatori | 12’ (rig.) Miretti |

| Arbitro: | Morten Krogh |

|               |           |                                  |
| Virginius 62’ | Marcatori | 29’ (aut.) Touré 57’ Kancepolsky |

### Finale
| Arbitro: | António Nobre |

|            |           |                                        |
| Gloukh 40’ | Marcatori | 52’ Doyle 108’ Chukwuemeka 116’ Ramsey |

## Classifica marcatori
4 reti
- Loum Tchaouna

3 reti
- Carney Chukwuemeka
- Alan Virginius
- Oscar Gluh

2 reti
- Leopold Querfeld
- Dane Scarlett
- Ange-Yoan Bonny
- Cristian Volpato
- Marko Lazetić

1 rete
- Yusuf Demir
- Adis Jasic
- Lukas Wallner
- Liam Delap
- Alfie Devine
- Callum Doyle
- Daniel Jebbison
- Jarell Quansah
- Aaron Ramsey
- Alex Scott
- Martin Adeline
- Taïryk Arconte
- Florent da Silva
- Tai Abed
- Ahmed Ibrahim
- El Yam Kancepolsky
- Ariel Lugasi
- Ilay Madmon (1 rig.)
- Giuseppe Ambrosino
- Tommaso Baldanzi
- Fabio Miretti (1 rig.)
- Luca Andronache
- Andrei Coubis
- Stefan Leković
- Petar Ratkov
- Adam Griger
- Samuel Kopásek

1 autogol
- Isaak Touré (pro  Israele)

## Qualificate al mondiale Under-20
- Francia
- Italia
- Inghilterra
- Israele
- Slovacchia